# 禤智輝
（1953年12月6日—），英國政治人物，前任國防大臣、下議院領袖兼掌璽大臣、歐洲事務國務大臣、工黨黨鞭兼財政部政務次官、運輸大臣；2010年卸任下議院議員。

## 外部連結
- 禤智輝官方網站 （页面存档备份，存于）
- ePolitix 禤智輝 （页面存档备份，存于）（英文）
- 衛報無限政治-問阿里士多德：禤智輝 （页面存档备份，存于）
- TheyWorkForYou.com - 禤智輝 （页面存档备份，存于）
- 有關夏敦案 （页面存档备份，存于）
- 英軍看禤智輝
- 工黨禤智輝先生網站

### 新聞
- Anger of parent of two Black Watch soldiers in  （页面存档备份，存于）
- Guardian profile January 2004 （页面存档备份，存于）
- Times Profile January 2004 （页面存档备份，存于）

### 影片
- 回駁03年軍事偵查：發問時間 （页面存档备份，存于）